# پرداخت مستقیم

پرداخت مستقیم (Direct Debit): راهکار پرداخت آنلاین مبتنی بر حساب بانکی

پرداخت مستقیم (به انگلیسی: Direct debit) به فرآیندی گفته می‌شود که با استفاده از آن، مشتری می‌تواند پرداخت‌های مورد نیاز خود را انجام دهد. در این عملیات، مشتری به کسب‌وکار، اجازه برداشت از حساب خاصی را جهت پرداخت هزینه‌هایی مانند صورت‌حساب قبض، در قالب یک دستور پرداخت، صادر می‌کند. در این راهکار، بانک بابت هر تراکنش درصدی را به عنوان کارمزد از کسب‌وکار دریافت می‌کند.
پرداخت مستقیم یا دایرکت دبیت یک تراکنش مالی است که در آن یک سازمان (دریافت‌کننده) مبلغی را از حساب بانکی مشتری (پرداخت‌کننده) دریافت می‌کند. در این روش، دریافت‌کنندهٔ خدمات از بانک خود درخواست می‌کند که مبلغ مشخصی را به‌طور مستقیم از حساب بانکی پرداخت‌کننده به حساب بانکی خود انتقال دهد.
پیش از انجام این تراکنش، پرداخت‌کننده باید به بانک خود اطلاع داده باشد که به کسب‌وکار یا سازمان دریافت‌کننده، اجازهٔ پرداخت مستقیم را داده است. این روش همچنین با نام «پرداخت با مجوز قبلی» (Pre-Authorized Debit) نیز شناخته می‌شود. پس از تنظیم مجوزهای لازم، تراکنش‌های پرداخت مستقیم معمولاً به صورت الکترونیکی پردازش می‌شوند.
پرداخت‌های مستقیم معمولاً برای پرداخت‌های دوره‌ای مانند صورت‌حساب‌های کارت اعتباری و خدمات عمومی استفاده می‌شوند. در چنین مواقعی مبالغ هر تراکنش ممکن است با تراکنش بعدی متفاوت باشد. با این حال، زمانی که مجوز پرداخت فراهم شود، شرایطی که در آن‌ها وجوه پرداخت می‌شوند، تاریخ‌ها و مقادیر پرداخت‌ها، همه تحت توافق میان دریافت‌کننده و پرداخت‌کننده است و بانک‌ها در این مورد دخالتی ندارند.
در برخی از کشورها پرداخت‌های مستقیم می‌توانند برای پرداخت‌های غیرمنظم نیز استفاده شوند. در این شرایط، پرداخت مستقیم، تراکنش‌هایی مانند خریدهای پستی یا خرید در فروشگاه را نیز پوشش می‌دهد. پرداخت مستقیم این امکان را برای کاربران پرداخت‌کننده فراهم می‌کند که در هر زمان بتوانند مجوز پرداخت مستقیم را لغو کنند. همچنین بانک طرف قرارداد نیز می‌تواند از انجام تراکنشی که باعث نقض شرایط حساب بانکی شود، جلوگیری کند. برای مثال اگر پرداخت وجه، موجب کمبود موجودی حساب و پرداخت اضافه شود، بانک مانع واریز وجه می‌شود.
پرداخت مستقیم با سپرده مستقیم و دستور ثابت (بانکی) تفاوت دارد. دستور ثابت (بانکی) شامل مقادیر پرداخت ثابت است که به صورت دوره‌ای پرداخت می‌شود، در حالی‌که پرداخت مستقیم می‌تواند هر مبلغی باشد و می‌تواند به‌صورت دوره‌ای یا تصادفی صورت بگیرد. همچنین نباید آن را با مجوز پرداخت مستمر (CPA) اشتباه گرفت، جایی که دریافت‌کننده (مثل یک شرکت خدماتی یا فروشگاه) اجازه دارد بدون درخواست جدید یا تأیید مجدد از مشتری، هر زمانی که فکر کند مشتری باید مبلغی را پرداخت کند، مستقیماً از حساب او پول برداشت کند.
پرداخت مستقیم در تعدادی از کشورها مانند بریتانیا، برزیل، آلمان، ایتالیا، هلند، آفریقای جنوبی، اسپانیا، سوئد و سوئیس در دسترس است. این پرداخت‌ها طبق قوانین هر کشور انجام می‌شوند و معمولاً محدود به تراکنش‌های داخلی در آن کشورها هستند. استثنای این مورد، منطقه پرداخت‌های یورو (SEPA) است که از نوامبر ۲۰۱۰ امکان پرداخت‌های مستقیم فرامرزی (و داخلی) به ارز یورو را فراهم کرده است. در ایالات متحده، پرداخت‌های مستقیم از طریق شبکه تسویه خودکار (ACH) پردازش می‌شوند.
تاریخچه
در دهه ۱۹۶۰، تحول بزرگی در نظام پرداخت‌های بانکی بریتانیا رخ داد. آلستر هانتون (Alastair Hanton)، بانکدار بریتانیایی و فارغ‌التحصیل رشتهٔ ریاضی، به این نکته پی برد که روش‌های سنتی بانکداری برای پرداخت چک‌ها بسیار پرهزینه و زمان‌بر هستند. او ایده‌ای ارائه داد تا بتواند با اجازهٔ مشتریان، پرداخت‌ها را مستقیماً از حساب بانکی آن‌ها انجام دهد. پس از شش سال تلاش و پیگیری مستمر، بانک‌های بزرگ در سال ۱۹۶۴ سرانجام این روش را پذیرفتند. به لطف این ایده و صرفه‌جویی‌های قابل توجه، تا پایان دهه، پرداخت مستقیم به یک شیوه متداول در بریتانیا تبدیل شد.

## تاریخچه
ایده اولیه پرداخت مستقیم، توسط یکی از مدیران اجرایی برند یونیلیور به نام آلستر هانتون (Alastair Hanton) در سال ۱۹۶۴ میلادی، مطرح و ارائه شد. در آن زمان نیاز بود، بدهی‌های هزاران بستنی‌فروشی جمع‌آوری شود و چالش بزرگی برای صاحبان امر ایجاد کرده بود. هانتون پیشنهاد داد با کسب مجوز، بدهی‌ها سر موعد، از حساب فروشنده به‌طور مستقیم و خودکار به حساب تولیدکننده واریز شوند.
در دهه ۱۹۶۰، تحول بزرگی در نظام پرداخت‌های بانکی بریتانیا رخ داد. آلستر هانتون، بانکدار بریتانیایی و فارغ‌التحصیل رشتهٔ ریاضی، به این نکته پی برد که روش‌های سنتی بانکداری برای پرداخت چک‌ها بسیار پرهزینه و زمان‌بر هستند. او ایده‌ای ارائه داد تا بتواند با اجازهٔ مشتریان، پرداخت‌ها را مستقیماً از حساب بانکی آن‌ها انجام دهد. پس از شش سال تلاش و پیگیری مستمر، بانک‌های بزرگ در سال ۱۹۶۴ سرانجام این روش را پذیرفتند. به لطف این ایده و صرفه‌جویی‌های قابل توجه، تا پایان دهه، پرداخت مستقیم به یک شیوه متداول در بریتانیا تبدیل شد.

## مجوز پرداخت مستقیم
برای پرداخت مستقیم، همیشه لازم است تا مجوزی از سوی پرداخت‌کننده به دریافت‌کننده داده شود که امکان برداشت وجه از حساب او را فراهم سازد. به‌طور کلی دو روش برای اخذ این مجوز وجود دارد:
روش اول:
این روش، تنها دریافت‌کننده و پرداخت‌کننده را درگیر می‌کند و پرداخت‌کننده مجوز برداشت مبلغ مشخصی از حساب خود را به دریافت‌کننده می‌دهد. البته مشتری پرداخت‌کننده همواره می‌تواند بدون ارائه دلیل، خواهان بازگشت هر تراکنش پرداخت مستقیم از حساب خود شود. در این صورت، دریافت‌کننده موظف است تا هزینهٔ تراکنش‌ها را بپردازد. همچنین در صورت تکرار این اتفاق ممکن است دریافت‌کننده، مجوز پرداخت مستقیم خود را از دست بدهد.
همچنین، لازم است که تمامی صاحبان حساب (و نه تنها پرداخت‌کننده) تراکنش‌های خود را به دقت بررسی کنند و در صورت نیاز، درخواست بازگشت وجه دهند؛ مگر اینکه از قبل به بانک خود دستور داده باشند که تمام تراکنش‌های پرداخت مستقیم را مسدود کند.
روش دوم:
در روش دوم، پرداخت‌کننده به بانک خود دستور می‌دهد که پرداخت‌های مستقیم از دریافت‌کننده را تأیید کند. سپس به دریافت‌کننده اطلاع داده می‌شود که او مجاز به دریافت مبلغ از حساب پرداخت‌کننده است. اگرچه این روش در تئوری امن‌تر است، اما می‌تواند برای پرداخت‌کننده در زمان وقوع خطا یا اختلال، بازگشت پرداخت را دشوارتر کند.

## هزینه‌های فرایند پرداخت
در همه کشورها، هزینه‌های پرداخت مستقیم به‌مراتب کمتر از هزینه‌های کارت اعتباری است. کارت‌های اعتباری اغلب ۲٫۵ تا ۳ درصد از تراکنش یا هزینه‌ای حدود ۰٫۲۵ دلار به ازای هر تراکنش دریافت می‌کنند. در حالی که هزینه پرداخت مستقیم در شبکه تسویه خودکار (ACH) در آمریکا حدود ۰٫۱۵ تا ۰٫۲۰ دلار و در شبکه (NPSO) بریتانیا حدود ۰٫۲۰ تا ۰٫۴۰ پوند به ازای هر تراکنش است. این هزینه‌ها بسته به هر ارائه‌دهنده متفاوت است. در واقع برخی هزینه‌ها به صورت ثابت دریافت می‌شود، اما برخی دیگر ممکن است هزینه‌های اضافی یا ماهانه و سالانه داشته باشند.

## پرداخت مستقیم در کشورهای مختلف

### اروپا
در اروپا، طرح‌های پرداخت مستقیم SEPA و انتقال اعتبار SEPA برای تراکنش‌های داخلی در منطقه یورو در دسترس هستند.
پرداخت مستقیم SEPA تا اول اوت ۲۰۱۴ همراه با طرح‌های ملی پرداخت مستقیم کار می‌کرد اما پس از این تاریخ، فقط پرداخت مستقیم SEPA برای تراکنش‌های یورویی در اتحادیه اروپا مجاز شد. در اکتبر ۲۰۱۶، روش‌های SDD (پرداخت مستقیم SEPA) و IBAN (شماره حساب بانکی بین‌المللی) برای انتقال‌های یورویی در تمام کشورهای اتحادیه اروپا و منطقه اقتصادی اروپا الزامی شد.

### بریتانیا
در بریتانیا، پرداخت مستقیم یک روش پرداخت برای تراکنش‌های دوره‌ای است. این روش پس از پول نقد و کارت‌های دبیت، سومین روش پرداخت محبوب در بریتانیا است. شرکت طرح‌های پرداخت Bacs مسئولیت اجرای طرح پرداخت مستقیم را بر عهده دارد.
پرداخت مستقیم توسط آلاستر هانتون زمانی که در شرکت یونیلیور مشغول به کار بود برای دریافت پرداخت‌ها به شکل کارآمدتر اختراع شد و در سال ۱۹۶۴ به عنوان یک سیستم کاغذی عملیاتی شد.
پرداخت مستقیم ۷۳٪ از صورت‌حساب‌های خانگی را پوشش می‌دهد و تقریباً نه نفر از ده بزرگسال بریتانیایی حداقل یک تعهد پرداخت مستقیم دارند. در سال ۲۰۱۵ نزدیک به ۳٫۹ میلیارد پرداخت مستقیم پردازش شد، که نسبت به سال قبل افزایشی ۲۳۹ میلیونی داشت و رکورد قبلی رشد سالانه را شکست. در سال ۲۰۱۶، ۴٫۰۷ میلیارد پرداخت مستقیم انجام شد که افزایشی ۴٫۹ درصدی نسبت به ۲۰۱۵ داشت. پیش‌بینی می‌شود این عدد تا سال ۲۰۲۶ به ۴٫۴ میلیارد برسد.

### مجوز پرداخت مستقیم در بریتانیا
برای تنظیم پرداخت‌ها از طریق پرداخت مستقیم، پرداخت‌کننده باید دستور پرداخت مستقیم را برای فروشنده تکمیل کند. این دستور، شامل عباراتی است که توسط بانک تأیید شده و نشان می‌دهد که پرداخت‌کننده اجازه می‌دهد تا فروشنده به‌طور دوره‌ای از حساب وی واریز انجام دهد. فرایند تکمیل این دستور توسط دریافت‌کننده کنترل می‌شود که اطلاعات فرم را از طریق Bacs به بانک مشتری ارسال می‌کند.
قوانین طرح پرداخت مستقیم در بریتانیا به چندین روش برای تکمیل دستور برداشت مستقیم اجازه می‌دهد:
فرم‌های کاغذی که باید امضا شوند.
تماس تلفنی با استفاده از یک متن مشخص برای جمع‌آوری اطلاعات.
پر کردن فرم آنلاین که بانک آن را تأیید کرده است.
استفاده از خدمات تعاملی دیگر که رابط آن توسط بانک تأیید شده باشد.

### ضمانت  پرداخت مستقیم در بریتانیا
تمامی تراکنش‌هایی که از طریق پرداخت مستقیم در بریتانیا انجام می‌شود، تحت پوشش «ضمانت پرداخت مستقیم» قرار دارند که توسط بانک‌ها و موسسات مالی بریتانیا ارائه می‌شود.
طبق این ضمانت، اگر خطایی در پرداخت مستقیم از حساب مشتری رخ دهد، او می‌تواند مبلغ پرداخت‌شده را فوراً و به‌طور کامل پس بگیرد. در این صورت، بانک پرداخت‌کننده بلافاصله پول را به مشتری بازپرداخت می‌کند و سپس تلاش می‌کند پول را از بانک فروشنده بازیابی کند.
طبق قوانین طرح پرداخت مستقیم، فروشندگان امکان کمی برای اعتراض به بازپرداخت‌هایی که تحت ضمانت پرداخت مستقیم صادر شده‌اند دارند. در عوض، آنها می‌توانند هر پرداختی که فکر می‌کنند به اشتباه به مشتری بازپرداخت شده را از طریق دادگاه‌های کوچک حقوقی پیگیری کنند.

### فرایند دسترسی به پرداخت‌های مستقیم
قبل از اینکه یک شرکت یا سازمان بتواند وجوه پرداختی را از طریق پرداخت مستقیم جمع‌آوری کند، باید این فرایند توسط بانک تأیید شده یا از یک دفتر تجاری برای انجام آن استفاده شود. این فرایند تأیید، تضمین می‌کند که شرکت، مطابق با قوانین طرح پرداخت مستقیم عمل خواهد کرد.
اگر تعداد زیادی از مشتریان از پرداخت‌های مستقیم تنظیم‌شده توسط یک سرویس‌دهنده شکایت کنند، آن سرویس‌دهنده ممکن است قادر به تنظیم پرداخت‌های مستقیم جدید نباشد.

### لغو به دلیل عدم استفاده
هر دستور پرداخت مستقیم که برای بیش از ۱۳ ماه استفاده نشود، به‌طور خودکار توسط بانک مشتری لغو می‌شود. این مسئله به‌ویژه زمانی مشکل‌ساز می‌شود که دستور پرداخت به ندرت مورد استفاده قرار بگیرد. برای مثال، اگر یک شرکت کارت اعتباری برای بیش از ۱۳ ماه از دستور پرداخت مستقیم استفاده نکرده باشد، این دستور ممکن است بدون اطلاع مشتری لغو شود و در نتیجه انتقال هزینه از طریق پرداخت مستقیم با شکست مواجه گردد.

### تقلب در پرداخت‌های مستقیم
تحقیقات انجام‌شده توسط شرکت بیمه لیورپول ویکتوریا نشان می‌دهد که تقلب در پرداخت‌های مستقیم در بریتانیا مسئله‌ای جدی است. بیش از ۹۷٬۰۰۰ نفر قربانی تقلب‌هایی شده‌اند که از طریق پرداخت‌های مستقیم جعلی از حسابشان صورت گرفته است. به‌طور متوسط، ۵۴۰ پوند پیش از آن که مشتریان متوجه شوند از حساب آن‌ها ناپدید می‌شود. پیش‌بینی می‌شود که تقلب در پرداخت‌های مستقیم تا سال ۲۰۱۳ به ۴۱٬۰۰۰ مورد در سال برسد. این مشکل به‌ویژه به دلیل عدم وجود کنترل‌های کافی از سوی بانک‌ها تشدید می‌شود. تخمین زده می‌شود که تقلب‌های مربوط به پرداخت‌های مستقیم منسوخ‌شده و بازگشت‌های نادرست، در سال ۲۰۱۰ هزینه‌ای ۳۸۵ میلیون پوندی برای مصرف‌کنندگان بریتانیایی داشته است.

### آموزش‌های ضروری
کسب‌وکارها و سازمان‌هایی که انتقال هزینه‌ها را از طریق پرداخت مستقیم جمع‌آوری می‌کنند، باید در دوره‌های آموزشی الزامی که توسط Bacs ارائه می‌شود، شرکت کنند. این دوره‌ها به‌طور خاص برای کارکنان شرکت‌ها طراحی شده است تا اصول اولیه پرداخت مستقیم را به آن‌ها آموزش دهد. چندین شرکت تأییدشده در بریتانیا این آموزش‌ها را ارائه می‌دهند.

### کانادا
در کانادا، پرداخت مستقیم معمولاً با عنوان پرداخت با مجوز قبلی (PADs) شناخته می‌شود. این پرداخت‌ها از طریق شبکه‌ای کامپیوتری تحت نظارت سیستم تسویه خودکار پرداخت کانادا (ACSS) انجام می‌شوند. این شبکه تمامی سازمان‌های مالی کانادا را به هم متصل می‌کند.

### آلمان
در آلمان، بانک‌ها به‌طور کلی از دهه ۱۹۵۰ که حساب‌های جاری (Girokonto) معرفی شدند، پرداخت مستقیم را با نام‌های Lastschriftverfahren یا "Lastschrift" و Bankeinzug ارائه می‌دهند. روش Einzugsermächtigung (مجوز پرداخت مستقیم) تنها نیازمند مجوز پرداخت‌کننده به دریافت‌کننده برای درخواست پرداخت است. این مجوز می‌تواند به صورت کتبی، شفاهی، ایمیلی یا از طریق رابط اینترنتی که توسط دریافت‌کننده ایجاد شده، اهدا شود. اگرچه سازمان‌ها باید از صدور دستور پرداخت‌های غیرمجاز خودداری کنند، اما این موضوع عموماً توسط بانک‌ها بررسی نمی‌شود. مشتریان می‌توانند به بانک خود دستور بازگرداندن تراکنش پرداخت را در مدت حداقل شش هفته بدهند.
این روش به دلیل سرعت و سهولت پرداخت‌ها در آلمان بسیار محبوب است و حتی برای پرداخت‌های یک‌باره نیز مناسب می‌باشد. مشتری می‌تواند مجوز پرداخت را هنگام سفارش کالا یا خدمات به دریافت‌کننده بدهد. هزینه‌های بانکی برای پرداخت موفق با این روش، در مقایسه با پرداخت‌های کارت اعتباری بسیار کمتر است. اغلب فروشگاه‌ها مانند سوپرمارکت‌ها تراکنش‌های کارت‌های جیرو (Girocards) را به عنوان پرداخت مستقیم (ELV) پردازش می‌کنند و در زمان کشیدن کارت، یک تحلیل ریسک فوری انجام می‌دهند. مشتری موافقت خود با پرداخت مستقیم را با امضای پشت رسید، که معمولاً شامل متنی قراردادی و طولانی است، اعلام می‌کند. این قرارداد همچنین اجازه می‌دهد در صورت بازگرداندن پرداخت، فروشگاه با بانک مشتری تماس بگیرد و آدرس او را دریافت کند. پرداخت‌های مستقیم تقریباً برای خرده‌فروشان بدون هزینه است و کارمزد تبادل کارت جیرو (حدود ۰٫۳ درصد) را کاهش می‌دهد، اما ریسک بیشتری دارد چون در این شرایط، امکان بازگشت پرداخت تا ۴۵ روز وجود دارد. به همین دلیل، این روش معمولاً برای مشتریان دائمی که تراکنش‌های موفق با کارت جیرو در همان فروشگاه داشته‌اند یا برای خرید کالاهای کم‌ریسک و ارزان بیشتر مورد استفاده قرار می‌گیرد.
برای جلوگیری از سوءاستفاده، دارندگان حساب باید وضعیت تراکنش‌ها را از طریق صورت‌حساب بانکی خود بررسی کنند و درخواست بازگشت وجه تراکنش‌های غیرمجاز یا اشتباه را به بانک ارائه دهند. اگرچه دستورات پرداخت غیرمجاز به‌راحتی قابل ردیابی هستند و سوءاستفاده از این روش، نادر است. با این حال، در صورت نادرست بودن مبلغ پرداختی یا بالا بودن غیرمنتظره آن، ممکن است اختلالاتی پیش بیاید.
روش Abbuchungsauftrag (دستور پرداخت) نیازمند دستور مشتری به بانک خود برای تأیید پرداخت‌های مشخص از سوی سازمان دریافت‌کننده است. پرداخت‌های مستقیم از طریق این روش توسط بانکی که مشتری در آن حساب بانکی دارد، تأیید می‌شوند و بنابراین قابل بازگردانی نیستند. این روش به دلیل پیچیدگی، به ندرت استفاده می‌شود و عمدتاً در روابط تجاری استفاده دارد.

### هلند
در هلند هم مثل آلمان، دارنده حساب می‌تواند به شرکت‌ها اجازه دهد که آن‌ها بدون نیاز به اطلاع‌رسانی به بانک، پرداخت‌های مستقیم از حساب وی داشته باشند. این روش بسیار متداول است و تقریباً ۴۵ درصد از تراکنش‌های بانکی را شامل می‌شود.
یک تراکنش می‌تواند مداوم یا یک‌باره باشد. سازمان‌های دریافت‌کننده باید برای هر تراکنش، قرارداد پرداخت مستقیم (automatische incasso) با بانک خود امضا کنند. همچنین برای هر تراکنش باید نام و شماره حساب دارندهٔ حساب ارائه شود.
این تراکنش‌ها می‌توانند بسته به نوع آن‌ها، زمان و دلیل اعتراض مورد مناقشه قرار گیرند. تراکنش‌های مجاز مداوم تا ۵۶ روز (۸ هفته) و تراکنش‌های یک‌باره تا ۵ روز قابلیت بازگردانی دارند.

### لهستان
در لهستان، پرداخت مستقیم توسط KIR (اتاق تسویهٔ ملی لهستان) و بانک‌های شرکت‌کننده و به عنوان یکی از قابلیت‌های سیستم تسویه الکسیر (Elixir) انجام می‌شود. پرداخت‌کننده باید دریافت‌کننده را با تکمیل فرم کاغذی استاندارد مجاز به پرداخت خودکار و مستقیم کند.

### ایرلند
در ایرلند، پرداخت مستقیم که قبلاً توسط سازمان خدمات پرداخت ایرلند (IPSO) مدیریت می‌شد، اکنون تحت نظارت فدراسیون بانکداری و پرداخت ایرلند (BPFI) است. از ۱ فوریه ۲۰۱۴، سیستم پرداخت ایرلند با سیستم SEPA جایگزین شد.

### دانمارک
پرداخت مستقیم در دانمارک به عنوان روشی که اولویت اول را برای پرداخت‌های ماهانه خانگی دارد، استفاده می‌شود. این سرویس که با نام Betalingsservice شناخته می‌شود، توسط حدود ۹۶ درصد از خانوارهای دانمارک مورد استفاده قرار می‌گیرد.

### ژاپن
پرداخت مستقیم در ژاپن گزینه‌ای بسیار رایج برای پرداخت است. هنگام ثبت‌نام برای خدماتی مثل تلفن، معمولاً از مشتری خواسته می‌شود که اطلاعات حساب بانکی خود را در فرم ثبت‌نام وارد کند تا پرداخت‌ها به‌صورت خودکار انجام شود و باقی کارها بر عهده شرکت ارائه‌دهنده خدمات خواهد بود. در برخی اوقات نیز مشتری این امکان را دارد که به‌جای اطلاعات حساب بانکی، مشخصات کارت اعتباری خود را وارد کند تا مبلغ، به‌طور مستقیم از کارت اعتباری او کسر شود. پرداخت مستقیم گزینه‌ای مطمئن و ایده‌آل برای تسویه قبوض خدماتی مثل مثل قبض آب، برق، گاز، و تلفن است و در کنار انتقال بانکی و پرداخت با کارت اعتباری، به عنوان یک روش پرداخت کاربردی شناخته می‌شود.

### مالزی
در مالزی، محصولی به نام تبادل فرایند مالی (FPX) برای پرداخت مستقیم وجود دارد که امکان پرداخت مستقیم آنلاین و پرداخت‌های دسته‌ای را فراهم می‌کند.
این سیستم توسط بانک مرکزی مالزی و مؤسسات مالی محلی پشتیبانی شده و اداره آن بر عهده شرکت دروازه پرداخت FPX است؛ شرکتی که از زیرمجموعه‌های سیستم پرداخت الکترونیکی مالزی (MEPS) محسوب می‌شود.

### نیجریه
پرداخت مستقیم در نیجریه عمدتاً توسط سیستم تسویه بین‌بانکی نیجریه (NIBSS) و خدمات پرداخت رمی‌تا پشتیبانی می‌شود. NIBSS که مرکز تبادل اصلی پرداخت‌ها در نیجریه است، مستقیماً با تمام بانک‌های نیجریه هماهنگ و یکپارچه شده، اما پرداخت مستقیم را تنها از طریق مسیر پرداخت‌های اصلی بانک‌های تجاری پشتیبانی می‌کند. پرداخت مستقیم NIBSS از روش اخذ مجوز کاغذی استفاده می‌کند که به صورت دستی توسط بانک‌ها تأیید می‌شود. این سیستم پرداخت‌های مستقیم از طریق API را راه‌اندازی کرده که توسط برخی از ارائه‌دهندگان معتبر پرداخت مثل Paystack و Mono و پلتفرم‌های قرض‌دهی مثل Lendsqr پشتیبانی می‌شود.
پرداخت مستقیم رمی‌تا به صورت کاغذی است و نیاز دارد که پرداخت‌کننده یا فروشنده مجوز را به بانک خود ببرد تا پردازش شود. رمی‌تا همچنین به برخی از بزرگ‌ترین بانک‌های تجاری برای خدمات پرداخت مستقیم متصل شده است. بانک مرکزی نیجریه مقرر کرده است که همه بانک‌ها و شرکت‌های فین‌تک مجاز، باید خدمات پرداخت مستقیم ارائه دهند و این خدمات باید از طریق سیستم پرداخت NIBSS انجام شود.

### استرالیا
در استرالیا، پرداخت مستقیم از طریق سیستم ورود مستقیم (Direct Entry System) که به نام BECS (سیستم پاکسازی الکترونیکی عمده) یا CS2 هم شناخته می‌شود، انجام می‌شود. این سیستم توسط شبکه پرداخت استرالیا مدیریت می‌شود. صاحب حساب می‌تواند به یک شرکت اجازه دهد که پرداخت‌های مستقیم را بدون اطلاع‌رسانی به بانک، دریافت کند، اما پرداخت مستقیم برای همه حساب‌های مالی قابل استفاده نیست.
یک مثال رایج از پرداخت مستقیم، مجوز دادن به شرکت کارت اعتباری برای برداشت مبلغ ماهانه از حساب بانکی است.
بسیاری از شرکت‌های کوچک، خود خدمات پرداخت مستقیم ندارند و باید از یک سرویس پرداخت شخص ثالث برای ارتباط بین صورت‌حساب‌دهنده و بانک مشتری استفاده کنند. برای این کار، یک هزینه کوچک (معمولاً ۱ تا ۲ دلار به ازای هر تراکنش که به مبلغ صورت‌حساب اضافه می‌شود) از سوی سرویس پرداخت، دریافت می‌شود.
دستورالعمل‌های پرداخت مستقیم تنها برای مشتریان سازمانی در دسترس است. دستورالعمل‌های پرداخت مستقیم برای پرداخت حقوق و سایر پرداخت‌های منظم و بزرگ استفاده می‌شود. دستورالعمل‌های پرداخت مستقیم توسط شرکت‌های بیمه، خدمات عمومی و دیگر سازمان‌های بزرگ که پرداخت‌های منظم دریافت می‌کنند، استفاده می‌شود. اگرچه این فرایند تحت قوانین APCA قرار دارد، تبادل واقعی دستورالعمل‌ها از طریق تبادلات دوجانبه انجام می‌شود و هیچ مرکز پاکسازی مرکزی‌ای برای دستورالعمل‌های پرداخت عمده وجود ندارد.

### ایالات متحده آمریکا
در ایالات متحده، پرداخت مستقیم معمولاً به عنوان انتقال خودکار بین‌بانکی (ACH) از حساب بانکی به دریافت‌کننده تعریف می‌شود.
آفریقای جنوبی
در آفریقای جنوبی، پرداخت‌های مستقیم که به عنوان «سفارش پرداخت» (Debit Orders) هم شناخته می‌شوند، از طریق مرکز پاکسازی خودکار (ACB) انجام می‌شوند. صاحب حساب می‌تواند به یک شرکت اجازه دهد که مبلغ مشخصی را به‌صورت ماهانه و ثابت یا متغیر از حساب او برداشت کند. این مبلغ می‌تواند به‌صورت دوره‌ای یا یک‌باره باشد. این روش به‌عنوان جایگزینی کارآمد، ایمن و مقرون‌به‌صرفه به جای دریافت پول نقد، چک یا انتقال الکترونیکی به‌کار می‌رود.
در آفریقای جنوبی، سه نوع پرداخت مستقیم رایج وجود دارد: EFT (انتقال وجه الکترونیکی)، NAEDO (پرداخت مستقیم بدون تأیید) و AEDO (پرداخت مستقیم تأییدشده).
در سال ۲۰۱۷، بانک مرکزی آفریقای جنوبی یک روش پرداخت جدید به نام وصولی‌های تأییدشده (AC) معرفی کرد که جایگزین روش دستور پرداخت غیرتأییدشده (NAEDO) شد. هدف از این تغییر، کاهش اختلافات مشتریان و جلوگیری از سوءاستفاده از سیستم پرداخت مستقیم بود. این روش پرداخت AC بین مصرف‌کنندگان با نام DebiCheck شناخته می‌شود.

### سوئد
در سوئد، سیستمی برای پرداخت مستقیم به نام پرداخت خودکار (Autogiro) وجود دارد. در این سیستم، مبلغ به درخواست دریافت‌کننده از حساب پرداخت‌کننده برداشت می‌شود، بدون اینکه هربار مشخصات تراکنش ثبت شود. تأیید این نوع پرداخت فقط یک‌بار برای هر ترکیب پرداخت‌کننده و دریافت‌کننده صورت می‌گیرد و محدودیت زمانی ندارد، اما در هر زمان، قابل لغو است. درخواست این نوع پرداخت، معمولاً از طریق فرمی از سوی پرداخت‌کننده به دریافت‌کننده ارسال می‌شود، اما در بانک اینترنتی نیز امکان درخواست آن وجود دارد. پرداخت خودکار (Autogiro) با سیستم صدور صورت‌حساب الکترونیکی E-faktura متفاوت است. برخی بانک‌ها به پرداخت‌کننده این امکان را می‌دهند که از بانک بخواهد صورت‌حساب‌های الکترونیکی دریافتی را به‌طور خودکار در تاریخ سررسید پرداخت کند. در این حالت، مشتری نیازی به وارد شدن به بانک اینترنتی و تأیید پرداخت ندارد.

### سوئیس
در سوئیس، نوعی پرداخت مستقیم به نام وش پرداخت مستقیم بانک‌ها (Lastschriftverfahren (LSV) der (Banken وجود دارد. برای راه‌اندازی این نوع پرداخت، مشتری باید اجازه‌نامه کتبی به بانک بدهد. بسته به سیاست بانک، پرداخت ممکن است بدون نیاز به تأیید مجدد انجام شود. برخی از بانک‌ها همچنین این امکان را می‌دهند که برای تأیید خودکار پرداخت‌ها، یک سقف تعیین شود.

### ترکیه
در ترکیه، پرداخت‌های مستقیم برای پرداخت خدمات، کارت‌های اعتباری و معاملات تجاری رایج است. البته در سایر کشورها اغلب، دریافت‌کننده به بانک دستور می‌دهد تا مبلغ پرداخت را از حساب پرداخت‌کننده منتقل کند. در حالی که در ترکیه پرداخت‌کننده باید مستقیماً به بانک خود اجازه پرداخت بدهد. این روش با دستور ثابت بانکی (Standing Orders) متفاوت است. در پرداخت‌های مستقیم، مبلغ پرداخت ثابت نیست و می‌تواند متغیر باشد. همچنین پرداخت‌ها می‌توانند به‌صورت تصادفی یا دوره‌ای انجام شوند.

### برزیل
سیستم پرداخت مستقیم مجاز (DDA) در برزیل توسط فدراسیون بانک‌های برزیل (Febraban) توسعه داده شده است و به جای استفاده از قبض‌های کاغذی، پرداخت‌ها را به صورت الکترونیکی انجام می‌دهد. این سیستم در تاریخ ۱۰ اکتبر ۲۰۰۹ راه‌اندازی شد.

### ایران
در ایران، دایرکت دبیت با نام «پرداخت مستقیم» شناخته می‌شود و سابقه طولانی ندارد. این راهکار برای اولین بار در سال ۱۳۹۸ معرفی شد و ابتدا به‌عنوان راه‌حلی برای پرداخت خودکار عوارض آزادراهی مورد استفاده قرار گرفت. به‌مرور زمان و با استقبال گسترده کاربران و کسب‌وکارهای مالی، دایرکت دبیت به‌عنوان یک راهکار بانکی مستقل، وارد اکوسیستم پرداخت الکترونیک کشور شد.
پرداخت مستقیم در حال حاضر به سه روش پرداخت آنی، پرداخت دوره‌ای و شارژ خودکار در کسب‌وکارهای مختلف ایرانی مانند تاکسی‌های اینترنتی، سوپر اپلیکیشن‌ها، نئوبانک‌ها و… پیاده‌سازی شده است.
به‌طور کلی، برای فعال‌سازی این راهکار در ایران نیاز است که کاربر نهایی در کسب‌وکار آنلاین یا اپلیکیشن مورد نظر خود، قرارداد آنلاینی را تأیید و این مجوز را صادر کند که یا به‌صورت آنی و در لحظه پرداخت مورد نظر خود را انجام دهد (مثلا کرایه تاکسی اینترنتی خود را مستقیم از حساب بانکی‌اش و با یک کلیک پرداخت کند) یا تنظیم کند که هزینه مورد نظر (مانند بازپرداخت اقساط وام، قبوض خدماتی، اشتراک پلتفرم‌های نمایش خانگی و…) در زمان مشخصی از حسابش به‌طور خودکار پرداخت شود.
همچنین کاربر می‌تواند با فعال‌سازی دایرکت دبیت در کیف پول‌های الکترونیک یا حساب کاربری به شرط رسیدن به عدد مشخصی، این حساب مجدد و خودکار از حساب بانکی کاربر شارژ شود. برای مثال کاربر تنظیم می‌کند که در صورت رسیدن موجودی کیف پول الکترونیکی به زیر ۵۰۰ هزار ریال، این حساب به‌طور خودکار ۱ میلیون ریال از حساب بانکی‌اش شارژ شود.
شرکت «پیمان یکتای ماندگار» با نام تجاری «پیمان» اولین ارائه‌کننده راهکار پرداخت مستقیم در ایران است. «پیمان» از سال ۱۳۹۸، در ابتدا یکی از محصولات «گروه توسن» و سپس «شرکت فرابوم»، در حوزه بانک‌داری باز بود. این شرکت از سال ۱۴۰۱ به صورت مستقل فعالیت‌های خود را ادامه داد. در سال ۱۴۰۲، با اضافه‌شدن «کارآفرینی نارون» به نمایندگی از «گروه مالی آگاه» به‌عنوان سرمایه‌گذار مشترک، «شرکت پیمان یکتای ماندگار» با نام تجاری «پیمان» تأسیس شد. پیمان در حال حاضر سه راهکار پرداخت آنی، دوره‌ای و شارژ خودکار ارائه می‌دهد و با کسب‌وکارهای آنلاین و اپلیکیشن‌های مختلف همکاری می‌کند. اکثر بانک‌های ایران از جمله بانک ملی ایران طرف قرارداد این شرکت هستند.